# Good Riddance
Good Riddance ist eine 1986 gegründete US-amerikanische Melodic-Hardcore-Band aus Santa Cruz (Kalifornien). Die Musiker selbst beschrieben ihren Musikstil als von Pop-Punk durchsetzter Hardcore.

## Geschichte
Ihre erste Veröffentlichung war 1990 Gidget, eine 7" auf einem kleinen Independent-Label. Das Debütalbum For God and Country erschien 1995 auf Fat Wreck Chords, wo sie noch sieben weitere Alben veröffentlichten. Kennzeichnend für die Gruppe sind insbesondere die oft politisch gehaltvollen Texte, die sich mit Themen wie Kapitalismus und Ausbeutung auseinandersetzen. Ähnlich wie unter anderem Rise Against engagieren sich die Bandmitglieder für die Tierrechtsorganisation PETA.
Sänger Russ Rankin ist seit 2003 auch in der Band Only Crime tätig, zu deren Mitgliedern Bill Stevenson von den Descendents zählt. Stevenson war als Produzent an mehreren Alben von Good Riddance beteiligt. Zusammen mit Chuck Platt spielt Rankin außerdem in der Band Creep Division, hier als Bassist. Luke Pabich und Sean Sellers gründeten 2004 die Band Outlie. Sean Sellers spielt außerdem Schlagzeug bei The Real McKenzies.
Im April 2007 gab die Band ihre Auflösung nach drei Abschiedskonzerten für den Mai 2007 bekannt. Im Februar 2012 wurde eine Reunion angekündigt. Die ersten bestätigten Shows beinhalten das Groezrock Festival in Belgien und das Resurrection Festival in Spanien.
Im Frühling 2015 erschien mit Peace in Our Time das erste Studioalbum seit acht Jahren.

## Diskografie
- 1995: For God and Country (Fat Wreck Chords)
- 1996: A Comprehensive Guide to Moderne Rebellion (Fat Wreck Chords)
- 1998: Ballads from the Revolution (Fat Wreck Chords)
- 1999: Operation Phoenix (Fat Wreck Chords)
- 2000: Phenomenon of Craving (Fat Wreck Chords)
- 2001: Symptoms of a Leveling Spirit (Fat Wreck Chords)
- 2001: Split-CD mit Kill Your Idols (Jade Tree)
- 2001:  (VHS Video) Exposed! 1994–1999 (Fat Wreck Chords)
- 2002: Cover Ups (Lorelei)
- 2003: Bound by Ties of Blood and Affection (Fat Wreck Chords)
- 2006: My Republic (Fat Wreck Chords)
- 2008: Remain in Memory – the Final Show (live) (Fat Wreck Chords)
- 2010: Capricorn One (Singles, Rarities, and Unreleased tracks) (Fat Wreck Chords)
- 2015: Peace in Our Time (Fat Wreck Chords)
- 2019: Thoughts and Prayers (Fat Wreck Chords)